# سيجة (لعبة)
السيجة أو السيجا أو الشيزة أو الشيزي هي لعبة شعبية من ألعاب الحصى والحجارة، شبيهة بالشطرنج، تُمارس في مصر والسودان وفلسطين والأردن وشمال المملكة العربية السعودية. وفي برقة شرق ليبيا
يذكر الباحث السعودي الدكتور مسعد بن عيد العطوي أن لعبة السيجة (أو الشيزة) لعبة قديمة يلعبها العرب بفكره حربية يتصورونها في أذهانهم بهجوم الحجار الذي هو أهم مكوناتها، ولها رجال عباقرة في فن اللعبة وخططها كما هو حال الشطرنج بالخطط المعروفة.

## قواعد اللعبة
تُمارس اللعبة عادة في رقعة مربعة تتكون من 25 حفرة صغيرة تُحفر في الأرض (وقليل من الناس يرسمون مربعاتها على قطع خشبية أو ورقية)، وتُستخدم فيها 24 حجرًا صغيرًا يسمى كل منها كلبًا (وتسمى هذه الحجارة في الأردن وفلسطين «جراوة»). ويكون نصف «الكلاب» أسود اللون مع أحد اللاعبَين، والنصف الآخر أبيض اللون مع اللاعب الآخر. قد يفضل اللاعبان اللعب على رقعة من 49 حفرة و48 كلبًا، أو 81 حفرة و80 كلبًا، غير أن ذلك يطيل زمن المباراة بشكل ممل.
السيجة، وفي بعض الدول في الوطن العربي يُطلق عليها “خربقة” أو “سيزة“، هي لعبة قديمة اشتهرت في العالم العربي، حيث ابتكرها العرب في ذلك الوقت كلعبة للتسلية والتنفيس عن صعوبات الحياة آنذاك، وكذلك طريقة للمتعة والتنافس وإظهار القدرة على التفكير، التخطيط، وبناء طريقة عمل مستقبلية ربما تنعكس على حياة الفرد، والذكاء أمام اصدقائهم وأقاربهم. وهي عبارة عن لوحة مكونة من عدد محدد من المربعات، والعدد الشائع هو 7X7، ويشارك في اللعبة لاعبان يجلسان قبالة بعضهما البعض، بحيث توضع اللوحة بين الطرفين، ومن ثم يبدأان اللعب بتوزيع الحجارة وعددها 48 حجراً من لونين مختلفين، لكل لاعب 24 حجراً مختلفاً عن حجارة اللاعب الآخر.
ويرجح أن منشأ اللعبة في مصر، كما اشتهرت في مناطق أخرى مثل بلاد الشام، الجزيرة العربية، وشمال افريقيا على اختلاف مسمياتها، ولكن مبدأ اللعب متشابه وروح التحدي هي ما يميز هذه اللعبة من حيث ذكاء اللاعبين وقدرتهما على التخطيط السليم. يشبّهها البعض بلعبة الشطرنج من حيث شكل اللوحة إلا أنها تختلف اختلافاً كلياً عن الشطرنج فيما يتعلق باستراتيجية اللعب وتحريك الحجارة.
و للحفاظ على هذه اللعبة التراثية القديمة من الاندثار تم تطويرها على شكل لعبة إلكترونية، ويمكن اللعب من خلال الهواتف الذكية والاجهزة اللوحية والحواسيب الشخصية والمتنقلة. وهي متوفرة للتنزيل من خلال متجر اندرويد google Play ومتجر أبل app store ، حيث لاقت اللعبة بشكلها الإلكتروني رواجاً كبيراً وتفاعلاً منقطع النظير من قبل المستخدمين لما فيها من الاثارة والمتعة أثناء اللعب خاصةً مع الأصدقاء الذين يستطيعون اللعب في وقت واحد كل من موقعه دون الحاجة إلى التواجد معا في المكان ذاته رابط اللعبة على قوقل بلاي.
وفي حالة انحصار كلب أحد اللاعبين بين كلاب منافسه بشكل يجعله غير قادر على الحركة، يجوز إما أن يستمر المنافس في التحرك حتى يفتح طريقًا لكلب منافسه، أو أن يُخرج أحد كلابه خارج الرقعة بحيث يسمح لمنافسه بالحركة، وتنتهي اللعبة بخروج جميع كلاب أحد اللاعبين، وبذلك يعتبر هذا اللاعب خاسرًا.
تسمح قوانين اللعبة بتدخل الجمهور ومساعدة اللاعبين في اتجاه حركة السيجة https://seja.ps/rules/ .
يحدث أحيانًا أن تنتهي المنافسة قبل أن تبدأ، وذلك عندما يرى أحد الخصمين ـ بعد الانتهاء من رص الكلاب (أو الجراء) ـ أنه محاصر وأن لعبته خاسرة، فيقوم بقلع اللعبة، أي الإقرار بالهزيمة.

### السيجة الصغيرة
السيجة التي سبق وصفها هي ما يُسمى في صعيد مصر «الكلابة»، أما السيجة الصغيرة أو العادية، ففيها يكون لكلّ لاعب ثلاث قطع، ويُرسم مربع بداخله تسع خانات. تبدأ اللعبة وأمام كل لاعب القطع الثلاث الخاصة به، بينما تكون الخانات الثلاث المتبقّية فارغة. يبدأ أحد اللاعبين بتحريك قطعة في الخانات الفارغة، فإذا استطاع أن يكوِّن صفًا واحدًا من قطعه الخاصة بوضع رأسي أو أفقي أو قطري، يكون فائزًا بنقطة واحدة. ثم يعيدون الكرّة لتسجيل عدد من النقاط المتّفق عليها للفوز بالمباراة.
وتمسى السيجة الصغيرة في العراق باسم "الچلگة".

## تاريخ اللعبة
يُرجع الكاتب الأمريكي كارينغتون بولتون (الذي تعلم اللعبة من بدو سيناء وكان يمارسها مع أصدقائه) تاريخ اللعبة إلى العصور القديمة، زاعمًا أن النبي موسى قد مارس هذه اللعبة مع بنات صهره شعيب في مدين. وينقل بولتون عن مصدر لم يسمّه أن أحد المصادر المكتوبة بالإنجليزية أتت على ذكر هذه اللعبة سنة 1694.
ويذكر الدكتور مسعد بن عيد العطوي أن السيجة كانت تُحفر قديمًا على صخور كبيرة كقاعدة للعبة، وأن صخورها ما زالت موجودة إلى اليوم «على طريق القوافل الذي مر به الرسول عليه الصلاة والسلام مابين مدينة تبوك ومركز البدع»، مشيرًا إلى أن اللعبة كانت تُلعب في النهار فقط.
وقد أورد لين في كتابه «المصريون المحدثون» ذكر لعبة السيجة بشكل مقتضب، غير أنه لم يتحدث عن قواعدها. كما يرِد ذكر السيجة في القصص القديمة التي تتناقلها بصحراء النقب الفلسطينية؛ وفيها لا بد أن يكون فارس القبيلة محترفًا للسيجة. أما في برقة فكانت تمارس لعبة الشيزي جنبًا إلى جنب مع لعبة الشطرنج، حيث أشار الفقية أبو بكر بن العربي في سنة 840 هـ / 1092م إلى أنهُ : قد شاهد أحد مشائخ بني كعب السلميميين وهو يلعب الشطرنج وكيف أنهُ قد قام بمساعدته في تحريك بعض القطع وأما لعبة الشيزي فكان عرب برقة جميعهم يلعبونها نساء ورجال على السواء وذلك في أوقات فراغهم.